# Fons Hickmann
Fons Matthias Hickmann est un graphiste et typographe, né à Hamm en Allemagne en 1966.

## Biographie
Fons Hickmann a étudié la photographie et la communication visuelle à Düsseldorf, ainsi que la science de l’esthétique et la théorie des médias à Wuppertal. Il dirige le studio berlinois Fons Hickmann m23, qui a remporté de nombreux prix internationaux depuis sa création en 2001. Leurs activités principales consistent dans le développement de systèmes complexes de communication, la création d’identité visuelle, d’affiches, de supports web, ainsi que des projets éditoriaux, livres et magazines.
En 2001, le studio Fons Hickmann m23 gagna un concours renommé en Allemagne pour la création de l’identité visuelle de la Kieler Woche. Les travaux de Fons Hickmann ont été exposés dans toutes les biennales de design internationales. Après avoir enseigné dans les universités de Essen et Dortmund, il est maintenant professeur à l’université des arts de Berlin. Fons Hickmann est membre du Type Directors Club New York, de l’Art Directors Club d’Allemagne, ainsi que de l’Alliance graphique internationale.
Avec plusieurs de ses collègues, il a créé une plate-forme appelée « 11 Designers pour l’Allemagne », dans le but d’éveiller chez le grand public une sensibilité particulière pour le graphisme et de faire empêcher le logo ridicule de la coupe du monde de football en Allemagne.
En 2006, Fons Hickmann présente ses travaux dans le cadre de l'exposition "5xBerlin" au festival international de l'affiche et des arts graphiques de Chaumont.

## Publications
- Touch Me There, Berlin (2005),  (ISBN 3-89955-079-X)
- Fons Hickmann & Students, Pékin (2004),  (ISBN 7-5006-5665-3)
- Displace yourself, Vienne (2002)